# 노란 방의 미스터리
《노란 방의 미스터리》(프랑스어: Le Mystère de la chambre jaune) 또는 《노란 방의 비밀》은 프랑스의 작가 가스통 르루가 쓴 미스터리 소설이다. 최초의 밀실 추리 소설 중 하나로, 1907년 9월부터 1907년 11월까지 프랑스의 《릴뤼스트라시옹》이라는 잡지에 연재되었고, 1908년 1월에 단독으로 출판되었다.
《노란 방의 미스터리》는 가상의 기자 조제프 룰타비유가 주연으로 등장하는 첫 번째 소설로, 범죄자가 잠겨진 방에서 사라진 것처럼 보이는 복잡하고 불가능해 보이는 범죄에 관한 내용이다. 르루는 독자에게 범죄 현장을 보여주는 자세하고 정확한 다이어그램과 평면도를 보여주며 독자들로 하여금 머리를 써야하는 도전 과제를 풀게끔 유도한다.
이 소설은 1908년 르루의 소설 《검은 옷을 입은 여인의 향기》에서 이어지며, 이 이야기에서 친숙한 여러 등장인물이 다시 등장한다.